# TDC
 For alternative betydninger, se TDC (flertydig). (Se også artikler, som begynder med TDC)
TDC Holding A/S (tidligere TDC A/S) er en dansk telekommunikationsvirksomhed med rødder tilbage til 1879. I dag er TDC Danmarks største teleselskab med ca. 8,9 millioner kundeforhold (2010) inden for telefoni, bredbånd og tv. Hovedkvarteret er beliggende på Teglholmsgade i Københavns Sydhavn. Selvom det primære forretningsfokus er på det danske hjemmemarked, er TDC også repræsenteret som markedsudfordrer i Norge, Sverige og Finland ved forretningsenheden TDC Nordic.
Siden 2019 har TDC's aktiviteter været opdelt i datterselskaberne TDC Net, som driver den fysiske infrastruktur, og Nuuday, som leverer telekommunikation og underholdningstjenester til slutbrugere under en række forskellige brands, herunder YouSee, TDC Erhverv og Telmore.

## Historie

### Oprindelsen
I 1879 etableredes Kjøbenhavns By- og Hustelegraf af telegrafingeniør Severin Lauritzen og telegrafist Th. Thaulow. Firmaet oprettede private telefonlinjer over kortere afstande, eksempelvis mellem kontorer og fabrikker. Desuden udbød det telegraftjeneste i København vha. små telegrafstationer rundt om i byen, der kunne kommunikere telefonisk.
Den 15. januar 1881 åbnede Danmarks første offentlige telefoncentral. Den havde 22 abonnenter tilknyttet – fortrinsvis erhvervskunder – og var ejet af det amerikanske telefonselskab Bell.
C. F. Tietgen så store perspektiver i telefonien og arbejdede for at få telefonnettet på danske hænder. Det lykkedes 15. marts 1881, da Kjøbenhavns Telefon-Selskab blev stiftet og overtog de to telefonselskaber. Selskabet skiftede i 1882 navn til Kjøbenhavns Telefon Aktieselskab, KTAS.
I årene 1883-1884 oprettedes lokale telefonselskaber i de større danske byer, og i løbet af 1890'erne var der 57 regionale telefonselskaber i Danmark. Heraf havde de 32 mindre end 100 abonnenter.
Efterhånden blev telefonen en vigtig kommunikationsform med stor samfundsmæssig betydning, og i Rigsdagen blev der hurtigt bred enighed om, at området skulle reguleres. I 1897 indførtes ved lov statslig eneret på anlæg og drift af telefoni. Eneretten blev givet videre i koncession til et antal af de større regionale selskaber.

### De regionale selskaber
I 1900 var der 11 koncessionerede selskaber samt yderligere 12 selskaber, der havde lov at fortsætte deres aktiviteter men uden at udvide dem. I årene herefter sluttede selskaberne sig sammen og overtog hinanden. Ved fornyelsen af koncessionerne i 1921-22 blev der således kun meddelt syv koncessioner, og i 1947 var der kun tre telefonselskaber i Danmark: KTAS, Fyns Kommunale Telefonselskab (fra 1991 Fyns Telefon A/S) og Jydsk Telefon-Aktieselskab. Desuden var der et antal statstelefonområder, herunder Sønderjylland og Møn, der sorterede under Post og Telegrafvæsnet. Sidstnævnte varetog desuden telefonien mellem landsdelene samt udlandstelefonien.
I 1939 og 1942 overtog staten godt 50% af aktierne i de privatejede selskaber, og fik andele i det kommunalt ejede andelsselskab Fyns Kommunale Telefonselskab.
I 1987 blev Post og Telegrafvæsenet nedlagt, og dets telefonimæssige opgaver, herunder udlandstelefoni, overgik til Statens Teletjeneste (fra 1990 Telecom A/S). Telefonien i Sønderjylland og på Møn blev overdraget til hhv. det nystiftede Tele Sønderjylland (fra 1990 Tele Sønderjylland A/S) og KTAS.

### Landsdækkende teleselskab - Tele Danmark
I 1990 besluttede Folketinget at samle de regionale teleselskaber i ét stort selskab. Formålet var at skabe et stærkt, dansk teleselskab, der kunne klare sig i international konkurrence på telemarkedet, der så småt var ved at blive privatiseret. Ultimo 1990 stiftedes derfor holdingselskabet Tele Danmark A/S som et 100 pct. statsejet selskab. Statens aktier i Tele Sønderjylland A/S, Statens Teletjeneste A/S og Fyns Telefon A/S blev indskudt i selskabet. Aktionærerne i KTAS og Jydsk Telefon blev tilbudt at konvertere deres aktier til Tele Danmark-aktier, hvilket 80 pct. tog imod. De resterende aktier blev i 1992 tvangsindløst af staten iht. selskabernes koncessionsaftaler og vedtægter, og statens aktiepost i de to selskaber kunne overdrages til Tele Danmark, der nu var eneejer af de fire regionale selskaber og Telecom A/S.
I 1994 blev statens ejerandel reduceret til 41% i forbindelse med verdens hidtil største internationale aktieemission uden for eget marked, der indbragte 19,3 mia. kroner.
I 1995 fusionerede datterselskaberne i Tele Danmark og dannede et stort, nationalt teleselskab, som i dag kendes som TDC.

### Liberalisering af markedet
I 1996 blev markedet for fastnettelefoni liberaliseret, hvormed Tele Danmark mistede den hidtidige eneret. En ny lovgivning om samtrafik skulle sikre nye aktører på markedet lige konkurrencevilkår. De nye selskaber skulle kunne indgå aftaler om engroskøb af abonnementer og taletidsminutter hos Tele Danmark, og Tele Danmark blev pålagt at give konkurrenterne adgang til det rå kobber, dvs. kobberkablerne i jorden, der forbinder hver enkelt husstand med de lokale telefoncentraler. Tele Danmark blev også pålagt forsyningspligt på en række ydelser, dvs. pligt til at etablere f.eks. telefonforbindelser selv til fjerntliggende egne af landet. Det var dette år at Tele Danmark etablerede sig som internetudbyder for private med satsningen Opasia.
I 1997 indgik Tele Danmark samarbejde med Vodafone. De samarbejdede om at udvikle og markedsføre internationale produkter og tjenester til rejsende og internationale forretningskunder.
I 1997 solgte staten 42% af Tele Danmark til det amerikanske teleselskab Ameritech. Året efter blev resten af statens aktier i Tele Danmarks solgt, og dermed var privatiseringen af selskabet gennemført. Samtidig blev Ameritech overtaget af SBC.

### TDC ser dagens lys
I 2000 skiftede Tele Danmark navn til TDC, som er en forkortelse for Tele Danmark Communications. Nye selvstændige datterselskaber og en ny struktur blev dannet bl.a. for at øge kundefokus, skabe større gennemsigtighed og dermed sikre en fremtid med vækst, som også skulle ske uden for landets grænser
SBC solgte sin aktiepost i 2004, hvilket betød, at TDC ikke længere havde en enkelt dominerende aktionær. Kapitalfonden Blackstone tilbød i den forbindelse at købe aktieposten, hvilket blev afslået.
I efteråret 2005 dannede fem kapitalfonde (Apax, Blackstone, KKR, Permira og Providence) selskabet Nordic Telephone Company ApS (NTC) med det formål at købe TDC. NTC tilbød at købe mindst 90 pct. af aktierne i TDC A/S til en pris på 76 mia. kr. Klausulen blev dog frafaldet og NTC overtog i stedet 87,9 pct. af aktierne, hvormed Danmarks største enkelthandel med aktier den gang blev en realitet. I 2005 havde TDC mere end 13 mio. kunder i Europa.
Den 5. april 2006 udbetaltes 219,50 kr. i udbytte pr. aktie. I alt 43,5 mia. kr. TDC's egenkapital er dermed svundet fra 44 milliarder kroner til 2 mia. i 3. kvartal 2006.
Den 6. juli 2007 meddelte TDC at have solgt 3 udenlandske selskaber og 224 af sine danske ejendomme. Salget indbragte 8.2 mia. kr.
Den 13. december 2010 solgte hovedaktionæren NTC 28,8 pct. af aktierne i TDC i det, der er blevet betegnet som en af de største aktietransaktioner i Europa på den tid. Hele 210 millioner aktier blev handlet verden over gennem Fondsbørsen i København (Nasdaq OMX Nordic).
27. juni 2012 vandt de auktionen om at bruge 2 x 10 MHz i 800 MHz-frekvensbåndet, prisen bliv 628 millioner kroner, og frekvensbåndet skulle bruges til 4G-netværket. . I maj 2016 blev det nye 4G-netværk kåret som Danmarks bedste mobil netværk Arkiveret 25. oktober 2020 hos  Wayback Machine.
Trods liberaliseringen på telemarkedet i Danmark er TDC fortsat markedsleder inden for fastnettelefoni og står ligeledes stærkt inden for mobiltelefoni, bredbånd og kabel-tv.

### Opkøb af firmaer
- Den 9. december 2003: TDC køber Telmore for 400 mio. kroner[9]
- Den 27. oktober 2004: TDC køber Song Networks A/S for 4,56 milliarder kroner[10]
- Den 1.december 2004: TDC køber NetDesign for 350 mio. kroner[11]
- Den 29. juni 2007: TDC opkøber 20% af UnoTel, prisen er ikke oplyst[12]
- Den 13. marts 2009 TDC: køber Fullrate for 400 millioner kroner[13]
- Den 17. november 2009: TDC køber Dongs fiber for 325 millioner kroner[14]
- Den 11. december 2009: TDC køber de sidste 80% af UnoTel og få total kontrol med selskabet[15]
- Den 16. december 2009: TDC's datterselskab Telmore køber M1 for 170 mio. kroner[16]
- 2010: TDC's datterselskab YouSee køber Nordit[17]
- Den 11. maj 2011: TDC køber mobilselskabet Onfone for et beløb i omegnen af 300 millioner kroner[18]
- Den 15. marts 2014: TDC køber det norske teleselskab Get for 12,5 mia. kr, og udvider derved deres services med omkring 500.000 husstande i Norge[19]
- Den 31. marts 2016: TDC køber IT- og teleselskabet Cirque, som sælger Skype-løsninger til erhvervslivet. [20]
- Den 5. december 2016: TDC Køber Adactit, der er specialiseret i Microsofts cloud-produkter. Adactit har vundet flere Microsoft Partner priser, blandt andet Worldwide Small & Midmarket Cloud Solutions of the year 2015.[21][22]
- 19. februar 2019: TDC køber erhvervsteleselskabet Firmafon, der senere på året slås sammen med Fullrates erhvervskundeforretning under navnet Relatel.

### Frasalg af udenlandske firmaer
- Sunrise (Schweiz) solgt til omtrent 18,6 mia. kroner til CVC Capital Partners i 2010 [23]
- Invitel (Ungarn) TDC sælger sine 64,6% for ca. 54,9 mio. kroner til Mid Europe Partners i 2009[24]

- Polkomtel (Polen), i 2008 sælger TDC sine 4,8% af selskabet for 5,4 mia. kroner, 25% til Vodafone og resten til aktionæren[25]
- One (Østrig) TDC sælger sine 15 % af selskabet til 1,4 mia. euro til Mid Europe Partners og France Telecom i 2007 [26]
- Talkline (Tyskland) solgt for 560 mio. euro til Debitel AG i 2007[27]
- Bité (Letland & Litauen) solgt for 3,4 mia. kroner til Mid Europa Partners i 2007 [28]

### Fusion[29]
- A-plus og Nordit fusionerer med Dansk Kabel TV i 2010
- Onfone fusioneres med YouSee i 2013
- M1 fusioneres sammen med Fullrate i 2013

## Samfundsansvar
TDC har gennem tiden indgået samarbejdsaftaler med en lang række organisationer om støtte til humanitære katastrofeområder og sikkerheds- og sygdomskampagner, som en del af arbejdet med samfundsansvaret.

### Sikker trafik
I 2011 blev der indgået en aftale med Rådet for Sikker Trafik om støtte til trafiksikkerhedskampagnen 'Kør bil, når du kører bil'. Med mere end 1.000 kørende teknikere samt ansatte, der rejser mellem landsdelene, har TDC hver dag mange medarbejdere på vejene. Som televirksomhed kan det virke kontroversielt at støtte en kampagne, der bl.a. sigter efter, at folk lader mobiltelefonen ligge, når de kører bil. Men netop denne risiko var en af begrundelserne for at indgå samarbejdet. TDC gik samtidig forrest med informationsarbejde rettet mod egne medarbejdere.

### International nødhjælp
TDC og Røde Kors har i flere år haft et tæt samarbejde, som bl.a. betyder, at TDC har doneret lagerplads i hovedkontorets lagerbygninger. Placeringen giver en strategisk fordel ift. at ligge tæt på Københavns Lufthavn. Dermed kan nødhjælpen med kort varsel distribueres ud i verden.
Derudover står TDC's call-centermedarbejdere hvert år til rådighed som indsamlere til Landsindsamlingen.
I 2010 blev to medarbejdere udstationeret til det jordskælvshærget Haiti som en del af Røde Kors' katastrofeteam. Medarbejdernes opgave var at hjælpe til med at genopbygge den kommunikative infrastruktur i landet.

## Ejerkreds
Det kapitalfondsejede NTC begyndte i december 2010 et gradvist frasalg af sin ejerandel i TDC. I første omgang blev 28,8 pct. af aktierne solgt, hvilket nedbragte ejerandelen til 59,1 pct. af aktiekapitalen. Senere solgte kapitalfondene deres respektive aktieposter, og som den sidste solgte KKR sin aktiepost i september 2013.
Siden 2017 har TDC Group været ejet af selskabet DKT Holdings ApS, der ejes af DKTUK Limited (50%) (Macquarie Group og Real AssetsEurope Limited), Arbejdsmarkedets Tillægspension (16.7%), PFA Pension (16.7%) og PKA.

## Administrerende direktører
- 1991-1998: Hans Würtzen
- 1998-2006: Henning Dyremose
- 2006-2008: Jens Alder
- 2008-2012: Henrik Poulsen
- 2012-2015[33] : Carsten Dilling
- 2015[33]-2018 : Pernille Erenbjerg
- 2018-2019 : Allison Kirkby
- 2019-2020 : Mike Parton
- 2020[34]-: Henrik Clausen

## Kontroverser

### Nye ejere til debat
Det nye ejerforhold i TDC skabte en efterfølgende debat om kapitalfondes metoder og hensigten med opkøbet. Kritikere mente, at overtagelsen vil betyde, at værdien trækkes ud af virksomheden, via rationaliseringer, frasalg af de mest profitable dele af forretningen, samt en massiv gældsoptagelse. Ifølge eksperter skulle TDC være særlig interessant for kapitalfondene grundet den meget store omsætning. Det ville give mulighed for, at der kunne optages betydelig gæld. Et lånefinansieret opkøb ville have betydning for ejere af TDC-obligationer. For en øget gældsbyrde ville resultere i at TDC-obligationerne mister værdi, fordi de bliver presset længere ned ad kreditorlisten og ville være i større risiko for at miste penge. Børsen vurderede[kilde mangler] at en rationalisering af TDC ville betyde, at der skulle skæres mellem 5000 og 10.000 stillinger af den danske del af koncernen.

## Fodnoter
1. ↑  "TDC's årsrapport 2010". Arkiveret fra originalen 25. februar 2014. Hentet 28. oktober 2011.
2. ↑  "TDC Group gennemfører juridisk separation af Nuuday og TDC NetCo". 2019-06-11. Arkiveret fra originalen 21. oktober 2019. Hentet 2020-03-04.
3. ↑  "TDC NetCo bliver til TDC NET". 2019-11-29. Arkiveret fra originalen 21. december 2019. Hentet 2020-03-04.
4. ↑  Hvad er TDC en forkortelse for? Politiken 9. maj 2005
5. ↑  Fondsbørsmeddelse, 5. april 2006: Uddeling af ekstraordinært udbytte Arkiveret 27. september 2007 hos  Wayback Machine
6. ↑  TDC kvartalsrapport: 3. kvartal 2006, side 26 Arkiveret 11. juni 2007 hos  Wayback Machine
7. ↑  "TDC fylder pengekassen". Arkiveret fra originalen 28. september 2007. Hentet 7. juli 2007.
8. ↑  TDC rydder bordet til 4G-auktion: 4G på vej til hele Danmark - Computerworld
9. ↑  TDC køber Telmore for 400 mio. kroner - Computerworld
10. ↑  TDC sikrer sig Song Networks - ComON
11. ↑  TDC køber NetDesign - Politiken.dk
12. ↑  "TDC - Om TDC - TDC køber 20 pct. af UnoTel". Arkiveret fra originalen 4. marts 2016. Hentet 7. december 2012.
13. ↑  TDC køber Fullrate - Digital | www.business.dk
14. ↑  Derfor var TDCs fiber lukket land for nye kunder - ComON
15. ↑  TDC opkøber UnoTel - ComON
16. ↑  Telmore køber mobilselskabet M1 - Computerworld
17. ↑  "yousee.dk- - profil". Arkiveret fra originalen 26. december 2012. Hentet 7. december 2012.
18. ↑  TDC køber Onfone | Nyheder | DR
19. ↑  TDC køber norsk selskab for 12,5 milliarder. DR. Hentet 15/9-2014
20. ↑  TDC køber Skype-ekspert | Berlingske Business
21. ↑  TDC Erhverv styrker cloud-forretningen med strategisk opkøb › Cloud computing | ITReload.dk - Data, Tale, Video, IT
22. ↑  Adactit wins the Global Microsoft Cloud Partner of the Year Award - TBK Consult
23. ↑  "TDC bekræfter salg af Sunrise". Arkiveret fra originalen 20. september 2010. Hentet 7. december 2012.
24. ↑  TDC indgår betinget aftale om salg af aktier i Invitel | Cision Wire
25. ↑  TDC sælger aktier i Polkomtel til Vodafone - Politiken.dk
26. ↑  TDC sælger sin 15% aktieandel i det østrigske mobilselskab ONE (OMX:TDC)
27. ↑  "TDC sælger sit tyske datterselskab Talkline (OMX:TDC)". Arkiveret fra originalen 3. april 2016. Hentet 7. december 2012.
28. ↑  TDC sælger mobilselskabet Bité for 3,4 milliarder - Computerworld
29. ↑  TDC dropper selskaber - har ny strategi - Computerworld
30. ↑  Pressemeddelelse: TDC og Rådet for Sikker Trafik lancerer kampagne
31. ↑  "Røde Kors' samarbejdspartnere". Arkiveret fra originalen 2. juli 2012. Hentet 25. april 2021.
32. ↑  "TDC Annual Report 2023" (pdf). TDC Group (engelsk). s. 6. Hentet 8. september 2023. {{cite news}}: Cite har en ukendt tom parameter: |coauthors= (hjælp)
33. 1 2  "TDC får ny koncernchef". Mynewsdesk. 2015-08-14. Hentet 2020-03-27.
34. ↑  "Henrik Clausen bliver ny administrerende direktør for TDC". 2020-02-03. Arkiveret fra originalen 27. marts 2020. Hentet 27. marts 2020.